# Maguid Meixarim
El Maguid Meixarim (en català: L'àngel dels rectes) és una obra escrita pel rabí sefardita Yossef Qaro. El llibre, redactat a mitjans del segle xvi, recull les revelacions que un maguid (un àngel o un emissari celestial) hauria fet al seu autor, i constitueix un dels textos cabalístics més singulars coneguts, precisament per la seva naturalesa profètica o revelada.
En el text, el rabí transcriu les paraules que li hauria dictat aquesta entitat al llarg de diverses dècades, anotant en cada cas la data de la comunicació. Segons el text mateix, el maguid no seria altre cosa que un missatger del profeta Elies que hauria escollit a Caro com el seu deixeble: "I si estàs a prop de mi, i del meu temor, mereixeràs parlar amb Eliyahu estant despert. I ell estarà dempeus davant teu, o assegut, i t'ensenyarà les paraules de la Torà".
En aquest llibre, Caro afirma la reencarnació com a part de les respostes que el judaisme ofereix a l'experiència posterior a la vida: "Les persones venen a aquest món, tornen i van a aquest Món, i es tornen a reencarnar novament en aquest món i així sempre. I no descansen, com els torrents que hem esmentat. El món íntegrament va ser edificat sobre el misteri de la reencarnació".
A més de la qüestió de la reencarnació, les revelacions rebudes per Caro tracten sobre temes recurrents en la mística jueva com qui reviurà en el temps de la resurrecció, o sobre el significat profund dels noms de les persones, però també sobre uns altres temes menys habituals, com per què algunes persones no poden tenir fills, etc.
El Maguid Meixarim destaca també pel seu magistral ús de diferents tipus de guematries, des de la més senzilla (raguil) fins a les més complexes.